# 刘立德
刘立德，中华人民共和国政治人物、外交官。
1993年，接替蔡再杜，担任中华人民共和国驻科特迪瓦大使。1999年，由赵宝珍接任。